# 北京万达嘉华酒店
北京万达嘉华酒店，位于北京市石景山区石景山路甲18号1号楼。

## 简介
2008年12月20日，北京石景山万达广场、北京万达铂尔曼大饭店同时开业。它们与2006年开业的北京CBD万达广场为万达集团实现了“一条长安街，两个万达广场”的布局。北京万达铂尔曼酒店是由大连万达集团股份有限公司投资兴建，法国雅高集团管理的中国第四家铂尔曼酒店。
北京万达铂尔曼酒店曾接待参加“全国两会”的全国政协委员。
2013年12月18日，万达酒店及度假村管理有限公司宣布，因北京万达铂尔曼酒店的业绩未达到万达集团的期望，经协商后与雅高集团和平分手，该酒店将于2014年1月1日更名为北京万达嘉华酒店。
2014年1月13日，万达酒店及度假村管理有限公司对外宣布，其接管的第一家由国际酒店管理集团品牌转换而成的酒店，暨第十一家“万达嘉华”品牌酒店——北京万达嘉华酒店已于2014年元旦开业。